# Hussards de la Liberté
Les Hussards de la Liberté est un corps de hussards volontaires nationaux constitué pendant la Révolution française.

## Création et différentes dénominations
- 2 septembre 1792 : Le corps est créé et est divisé en deux corps de 400 hommes chacun. Le premier corps est composé de volontaires parisiens, le second, de volontaires lillois.
- 25 mars 1793 : par transformation, le second corps prend le nom de 10e régiment de hussards qui deviendra le 9e régiment de hussards en juin 1793[1]
- 1er mai 1794 : par transformation, le premier corps prend le nom de 7e régiment bis de hussards

## Historique des garnisons, combats et batailles
Les Hussards de la Liberté sont créés par décret du 2 septembre 1792 et forment 2 corps de 400 hommes chacun.

Chaque corps est partagé en 2 divisions, 4 escadrons et 8 compagnies composées chacune de 1 maréchal des logis chef, 2 maréchaux des logis en second, 1 fourrier, 4 brigadiers, 1 trompette et 48 hussards commandés par 1 capitaine, 1 lieutenant et 1 sous-lieutenant.

État-major de chaque corps : 1 lieutenant-colonel, 1 quartier-maitre, 1 adjudant, 1 chirurgien, 1 maréchal ferrant expert.
Le 1er corps est engagé dans l'armée du Rhin commandé par le général Custine, il fait partie de la brigade Munnier.

« Il ne se passe pas une affaire où ce corps ne fasse preuve de valeur. » Général de Beauharnais, 1793.

## Uniforme
1er escadron

bonnet : roux

collet : rouge

dolman : rouge

pelisse : bleu

parement : rouge

tresse : blanc

culotte : bleu
2e escadron

flamme du bonnet : bleu

collet : rouge

dolman : rouge

pelisse : bleu

parement : rouge

tresse : jaune

culotte : bleu
Même après leur union aux 7e bis et au 11e régiment de hussards, ces volontaires conservent cet uniforme jusqu'en 1796.

## Sources
- Les Hussards français, Tome 1, De l'Ancien régime à l'Empire édition Histoire et collection

1. ↑  Jérôme Croyet, « Les hussards des Alpes et le département de l'Ain », Annales historiques de la Révolution française, 329 | juillet-septembre 2002, mis en ligne le 27 mars 2008, consulté le 17 août 2010.
2. ↑  1er Corps des Hussards de la Liberté